# Константин Батолов
Константин Батолов (Костянтин Добрев Батолов; 3 січня 1878, Сопот, Болгарія — 2 серпня 1938, Париж, Франція) — болгарський політик.
Активний учасник Демократичної партії, в 1930-х роках зблизився з царем Борисом III і взяв участь у роботі двох урядів після «перевороту 19 травня» .

## Біографія
Константин Батолов народився в Сопоті 3 січня 1878.
Закінчив середню школу в Софії. Вивчав право в Парижі (1899). Після повернення до Болгарії працював юристом у Софії. У 1903 вступив до Демократичної партії і став одним з її лідерів. Двічі був мером Софії (1910–1911 і 1920–1922). Після розколу партії в 1923 вона залишилася у своєму головному крилі і не вступила в Демократичний союз.
У 1930-х Константин Батолов займався дипломатичною діяльністю. З 1931 по 1934 був послом у Франції, деякий час займав посаду в Іспанії (1932–1934) і Бельгії (1933–1934). Після «перевороту 19 травня» в 1934 був міністром закордонних справ в урядах Кімона Георгієва і Пенчо Златева. У 1935 знову став послом у Франції і залишався на посаді до своєї смерті в 1938.